# Максимова, Светлана Борисовна
Светла́на Бори́совна Макси́мова (род. 8 февраля 1958, Харьков) — русская поэтесса, прозаик и художница, музыкант, исполнительница на австралийской трубе диджериду. Основательница и руководительница музыкально-поэтической группы «Этномиф».

## Биография
Светлана Максимова родилась в Харькове. В 4 года семья переехала город Макеевка Донецкой области. Там Светлана окончила школу и некоторое время училась на филологическом факультете Донецкого университета. Занималась творчеством для детей и с детьми: студии, кукольный театр. Затем, уехав в Москву, поступила в Литературный институт им. Горького, на семинар Евгения Винокурова. Окончила институт в 1987 году, а через год выпустила первую поэтическую книгу — «Вольному — воля».
В начале 1990-х пришла в театральную мастерскую Бориса Юхананова. Продолжала писать, а в 1996 году на несколько месяцев оказалась в Венесуэле, где записала мемуары русской эмигрантской семьи первой волны. Там же начала работу над романом «Венесуэльские хроники или странные сказки маленькой Венеции», первая книга которого увидела свет в журнале «Дружба народов» № 10-11 за 2003 год.
Вернувшись из Южной Америки, Светлана неожиданно для себя обнаружила, что стала обладателем премии им. Сергея Есенина за 1996 год, что позволило издать лауреатский поэтический сборник «Голубичные сны». С тех пор у Светланы Максимовой вышло ещё несколько литературных сборников (стихи, проза, сказки и т. д.) в оригинальном авторском художественном оформлении.
Кроме прочего, увлекается игрой на австралийской трубе диджериду.

## Книги
- Вольному воля. (Новинки «Современника») М.: Современник, 1988. С. 76 . ISBN 5-270-00191-8
- Рождённые сфинксами. Стихи и графика. (Театр поэтических мистерий) М., СПб.: ИИФ «Дайджест-пресс», 1994. С. 120. ISBN 5-88532-008-X
- Тайное настоящее. Дайджест-Пресс Лтд, 2002. С. 110. ISBN 5-88532-011-X
- Царица радости. М.: Центральный изд. дом, 2008. С. 270. ISBN 978-5-902574-12-5